# آموزگارها (فیلم)
«آموزگارها» (انگلیسی: Teachers) یک فیلم سینمایی آمریکایی در ژانر کمدی-درام به کارگردانی آرتور هیلر است که در سال ۱۹۸۴ منتشر شد.

## بازیگران
- نیک نولتی
- جوبت ویلیامز
- جاد هیرش
- ریچارد مالیگن
- مورگان فریمن
- لورا درن
- کریسپین گلاور
- آلن گارفیلد
- لی گرانت
- رویال دانو
- ویلیام شارلت
- آرت مترانو
- مدلن شروود
- استون هیل